# Hiratsuka
Hiratsuka (平塚市, Hiratsuka-shi) est une ville de la préfecture de Kanagawa, au Japon.

## Géographie

### Situation
Hiratsuka est située dans la partie centrale de la préfecture de Kanagawa, sur la côte de Shōnan, au bord de la baie de Sagami. Elle est bordée à l'est par le fleuve Sagami.

Vue panoramique de la ville depuis Shonandaira.

### Municipalités limitrophes
| Hadano         | Isehara        | Atsugi    |
| Nakai          | Hiratsuka      | Samukawa  |
| Ōiso, Ninomiya | baie de Sagami | Chigasaki |

### Démographie
Au 1er août 2024, la population de la ville de Hiratsuka était de 258 398 habitants, répartis sur une superficie de 67,82 km2.

### Climat
Hiratsuka a un climat subtropical humide caractérisé par des étés chauds et des hivers frais avec peu ou pas des chutes de neige. La température moyenne annuelle est de 14,6 °C. La pluviométrie annuelle moyenne est de 2 144 mm, octobre étant le mois le plus humide.

## Histoire

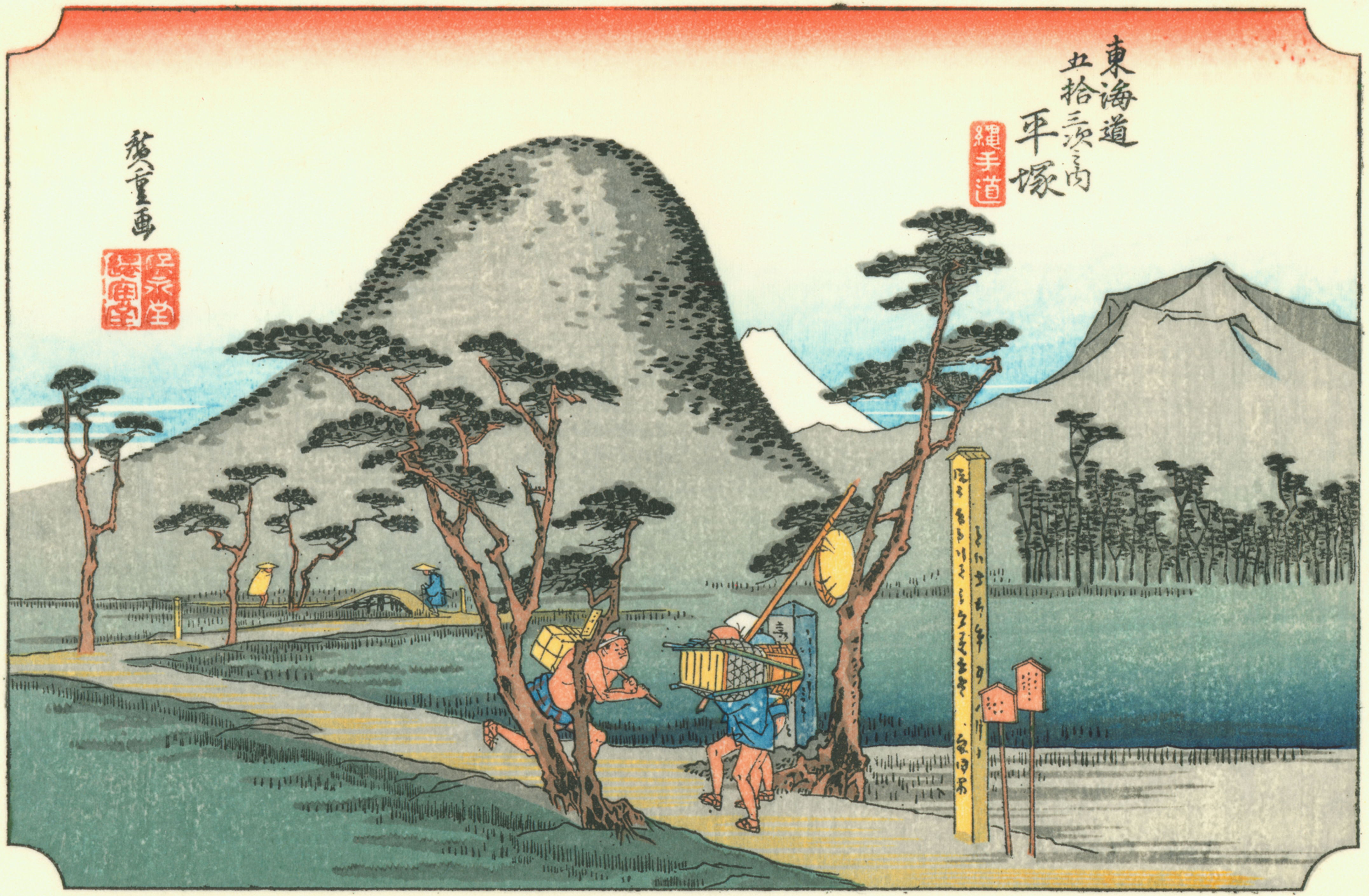
Hiratsuka-juku par Hiroshige (série Oedo).

Hiratsuka a commencé à se développer pendant la période Edo en tant que Hiratsuka-juku, septième des 53 stations du Tōkaidō. À ce titre, Hiratsuka a été représentée dans les estampes de Hokusai ou Hiroshige.
Le bourg moderne de Hiratsuka est créé le 1er avril 1889. Hiratsuka fusionne avec le bourg de Suwa en 1929 et obtient le statut de ville le 1er avril 1932.
Pendant la deuxième guerre mondiale, la ville abritait l'arsenal naval de munitions de Hiratsuka. Le 16 juillet 1945, Hiratsuka subit un bombardement des B-29 de l'USAF qui détruisit presque totalement son centre.
La ville a été rapidement reconstruite après la guerre, annexant plusieurs villages voisins au milieu des années 1950 pour atteindre sa superficie actuelle. La population dépasse les 200 000 habitants en 2001 et Hiratsuka est élevée au rang de ville spéciale du Japon.

## Culture locale et patrimoine
Le festival Shonan Hiratsuka Tanabata se déroule chaque année début juillet.

## Sports
Le club de football Shonan Bellmare est basé à Hiratsuka.

## Transports
La gare de Hiratsuka est desservie par les lignes Tōkaidō et Shōnan-Shinjuku de la JR East.

## Symboles
Les symboles municipaux sont le camphrier et l'œillet.

## Jumelages et partenariats
Hiratsuka est jumelée ou en partenariat avec les villes de :
- Lawrence (États-Unis) (jumelage),
- Takayama (Japon),
- Hanamaki (Japon).